# Emesis russula
Emesis russula is een vlindersoort uit de familie van de prachtvlinders (Riodinidae), onderfamilie Riodininae.
Emesis russula werd in 1910 beschreven door Stichel.